# Rohozná (Trhová Kamenice)
Rohozná je vesnice, část městyse Trhová Kamenice v okrese Chrudim. Nachází se asi 2 km na sever od Trhové Kamenice. Prochází zde silnice I/37. V roce 2009 zde bylo evidováno 70 adres. V roce 2001 zde trvale žilo 94 obyvatel.
Rohozná leží v katastrálním území Rohozná u Trhové Kamenice o rozloze 5,48 km2.

## Historie
První písemná zmínka o vsi je z roku 1437. Rohozná byla původně založena jako lesní lánová ves.

## Ochrana přírody
V blízkém okolí vesnice jsou vyhlášena dvě chráněná území. Západně od vesnice je Rohozenský velký rybník, který je s okolními mokřinami vyhlášen jako přírodní rezervace Strádovka. Západně je kolem Hubského rybníka přírodní rezervace Hubský.

## Další fotografie

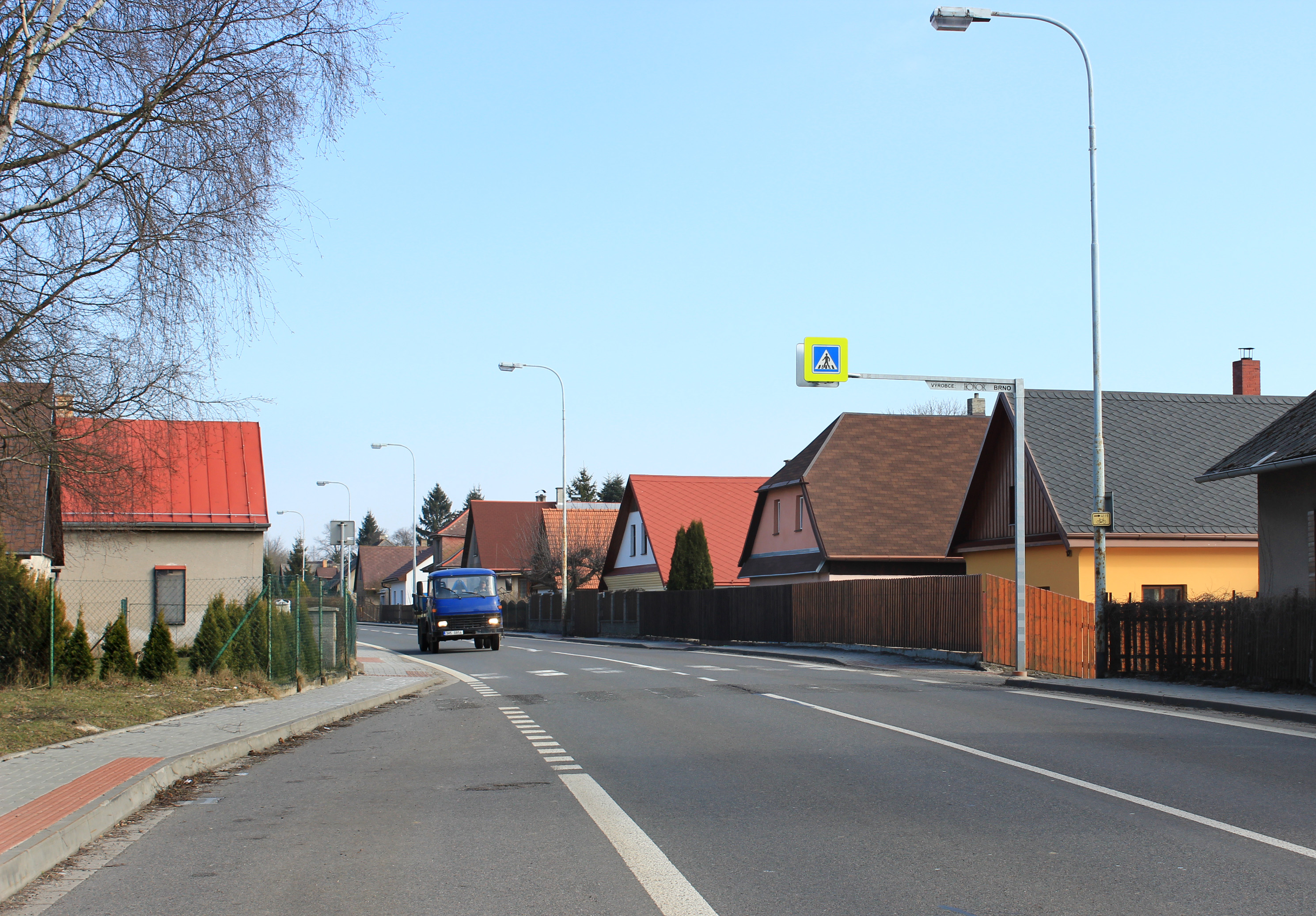
Silnice I. třídy č. 23
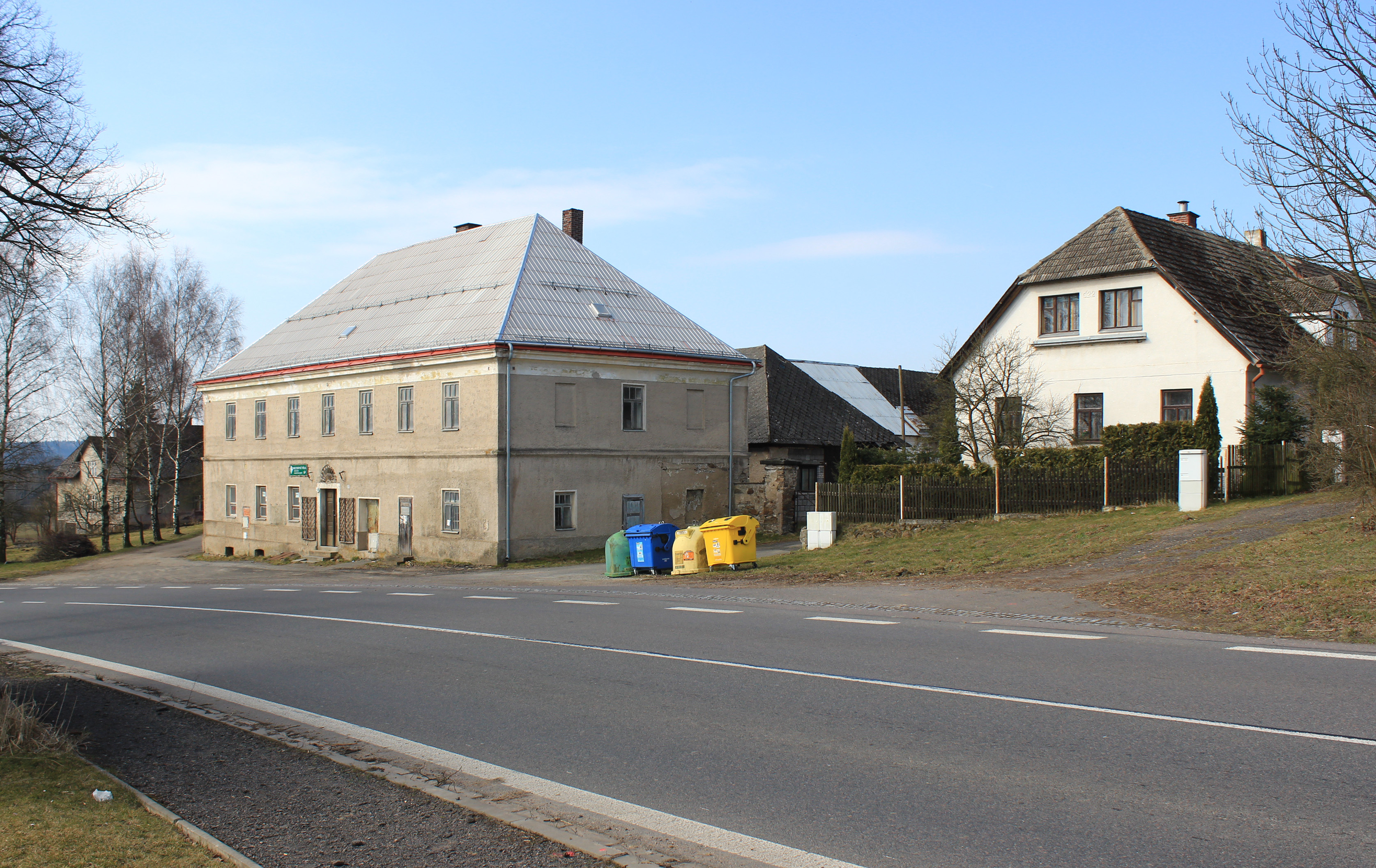
Dům čp. 21
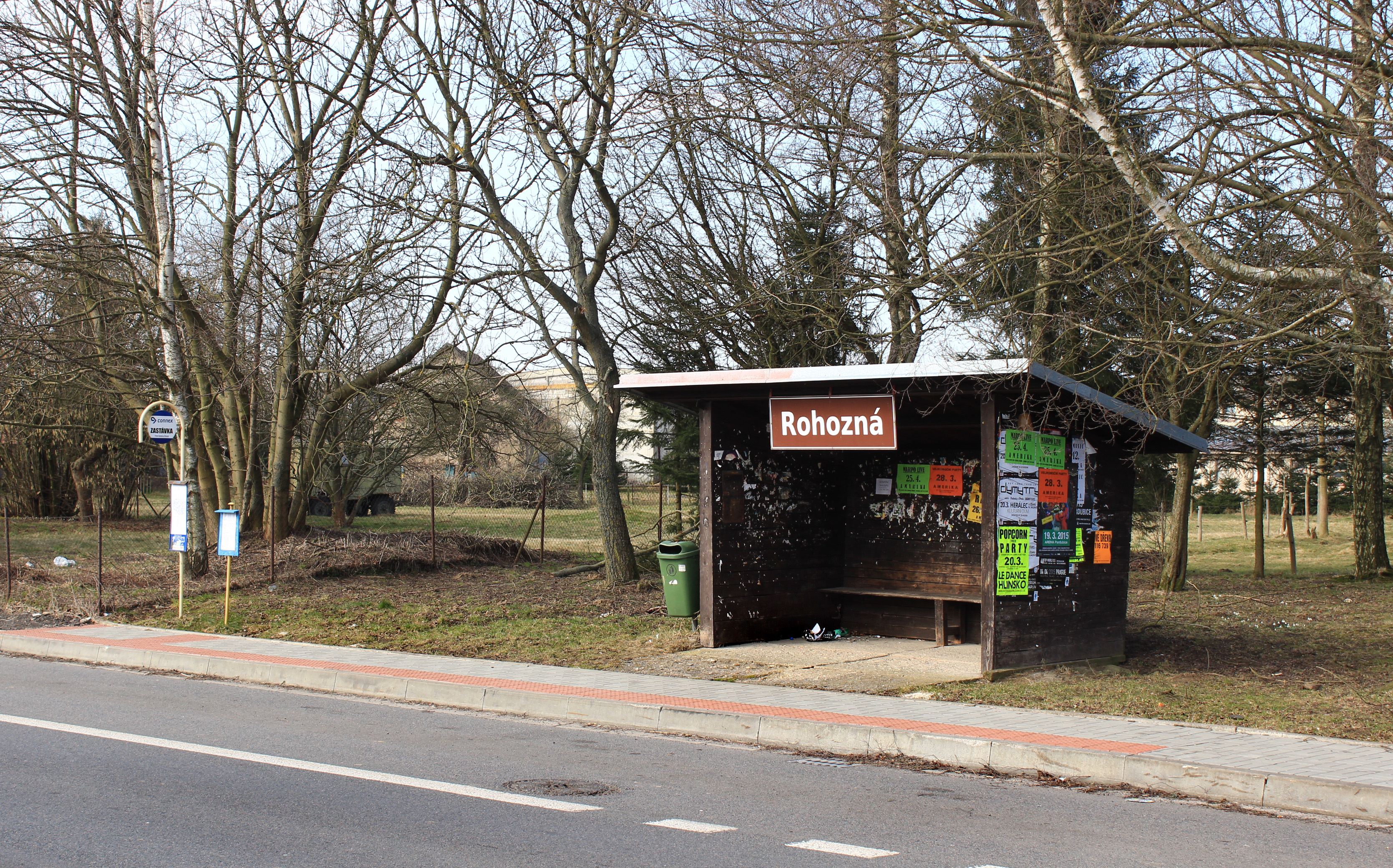
Zastávka